# سكيب لان
سكيب لان (بالإنجليزية: Skip Lane)‏ هو لاعب كرة قدم أمريكية أمريكي، ولد في 30 يناير 1960 في نوروولك في الولايات المتحدة.

## وصلات خارجية
- سكيب لان على موقع مرجع كرة القدم المحترفة.كوم (الإنجليزية)